# 神静民報
神静民報（しんせいみんぽう）とは、神奈川県小田原市に本社を置く神静民報社によって発行されている地域紙である。
1946年2月11日に週刊紙として創刊され、1947年に日刊紙になる。紙名は、旧足柄県の神奈川県西部と静岡県東部の地域の新聞を意図したものであり、かつては静岡県内の一部地域でも配布されていた。

## 配送地域
定期購読の場合、一部地域を除き折り込みで配達される。伊豆箱根鉄道大雄山線小田原駅改札口および、小田原市立病院内の売店でも一部から販売されている。
- 小田原市
- 南足柄市
- 足柄上郡（中井町、大井町、松田町、山北町、開成町）
- 足柄下郡（箱根町、真鶴町、湯河原町）
- 秦野市（曽屋、曲松、鈴張町、春日町、並木町）
- 大磯町（大磯）
- 二宮町（二宮）